# Barn Bluff
Barn Bluff est une montagne située dans le Parc national de Cradle Mountain-Lake St Clair au centre de la Tasmanie à la jonction des bassins hydrographiques de la Murchison River et la Mackintosh  River
Avec 1 559 mètres d'altitude, c'est la quatrième plus haute montagne de Tasmanie, dépassant de 14 mètres le célèbre mont Cradle. 
Il est souvent couvert de neige, parfois même en été. Cette montagne est un des principaux sites du parc national parce qu'il est visible de la plus grande partie du parc et se situe à l'écart des autres sommets. Il est apprécié  par les randonneurs et les alpinistes.

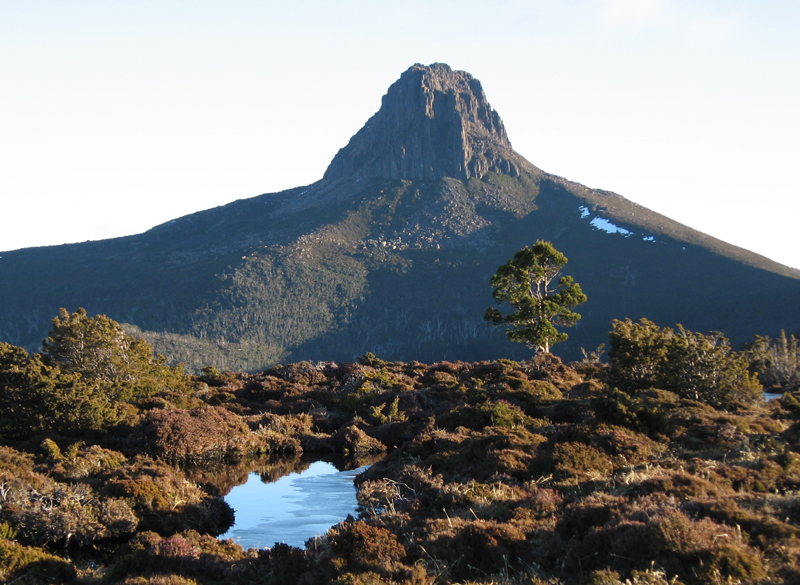
Vue du Barn Bluff
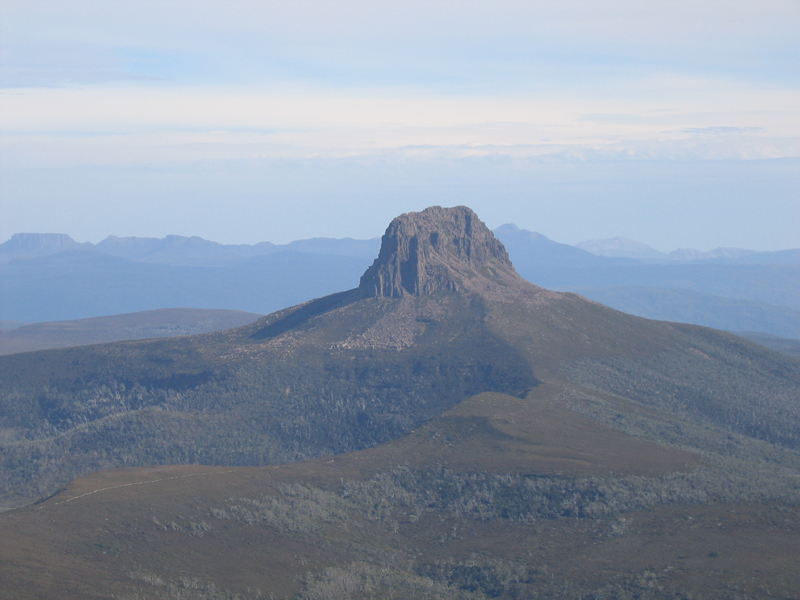
Barn Bluff vu de Cradle Mountain
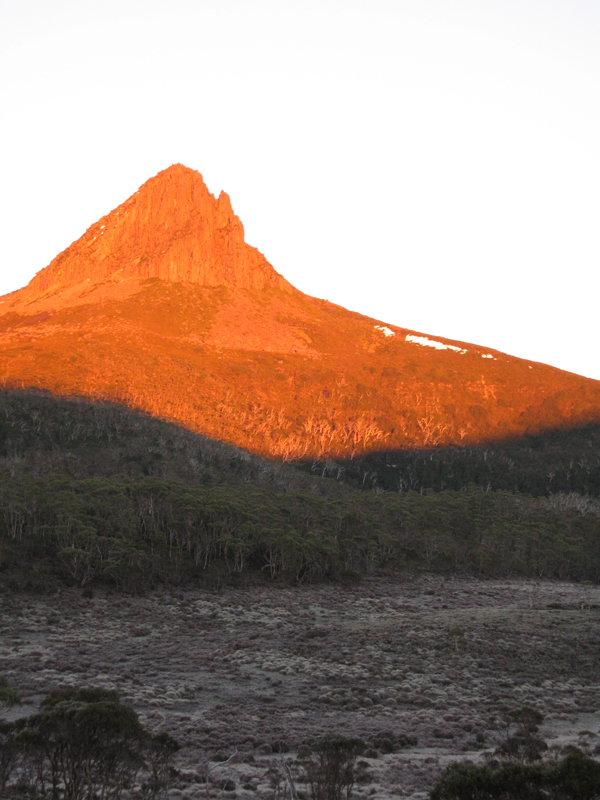
Barn Bluff au lever du soleil
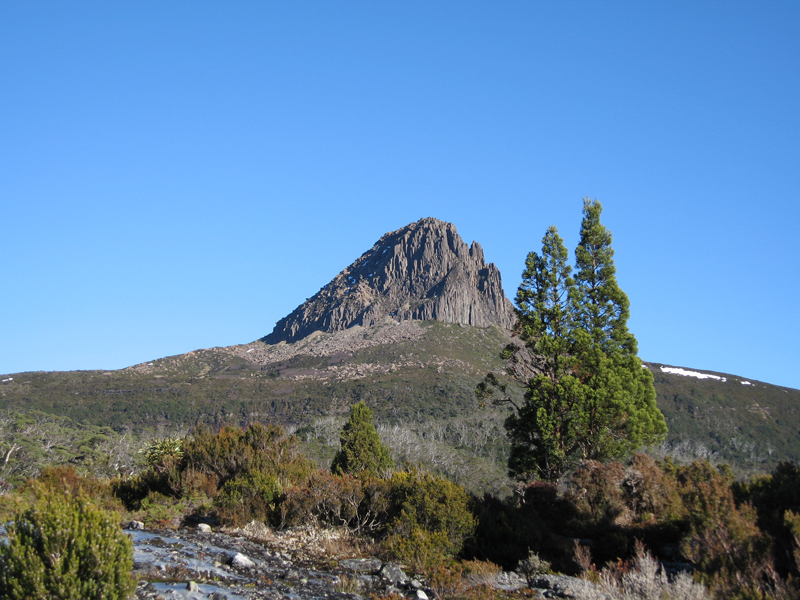
Barn Bluff vu des Branigan Falls
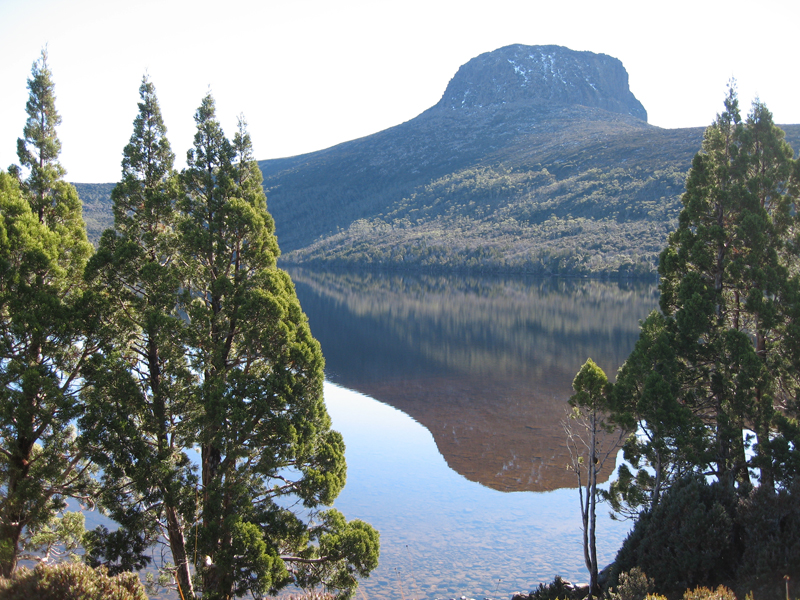
Barn Bluff vu du lac Will
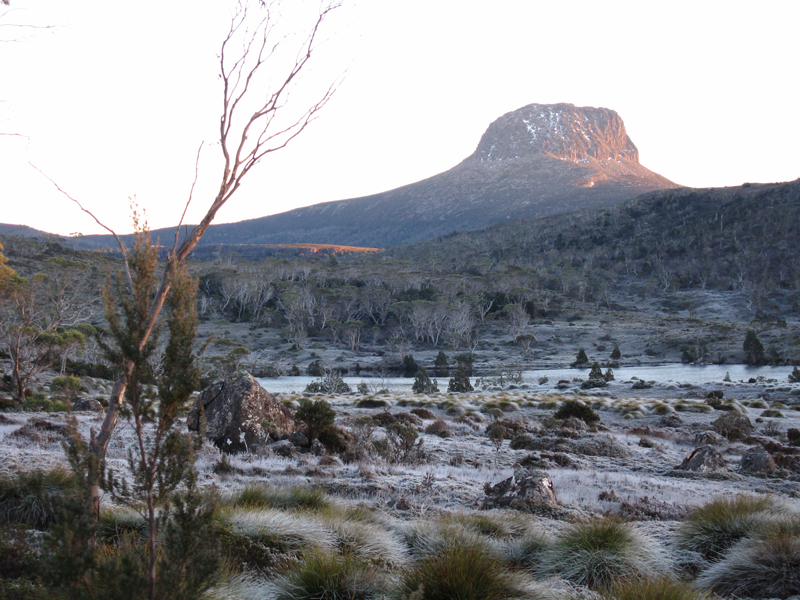
Barn Bluff vu du lac Windermere
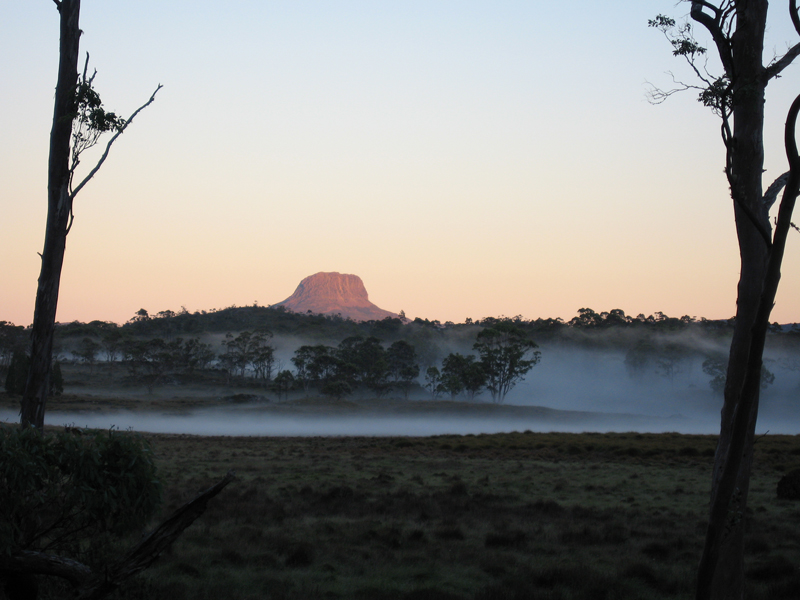
Barn Bluff vu des plaines Pelion au lever du soleil
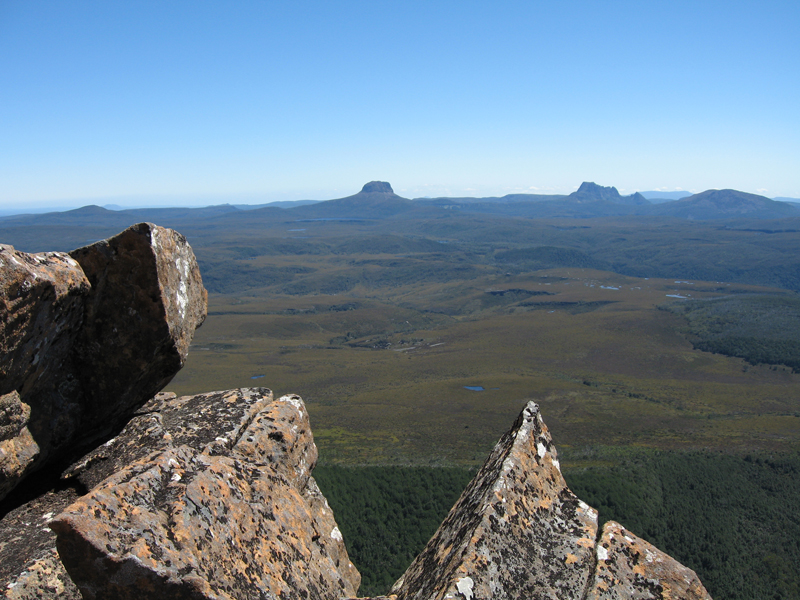
Barn Bluff et Cradle Mountain vu du mont Pelion
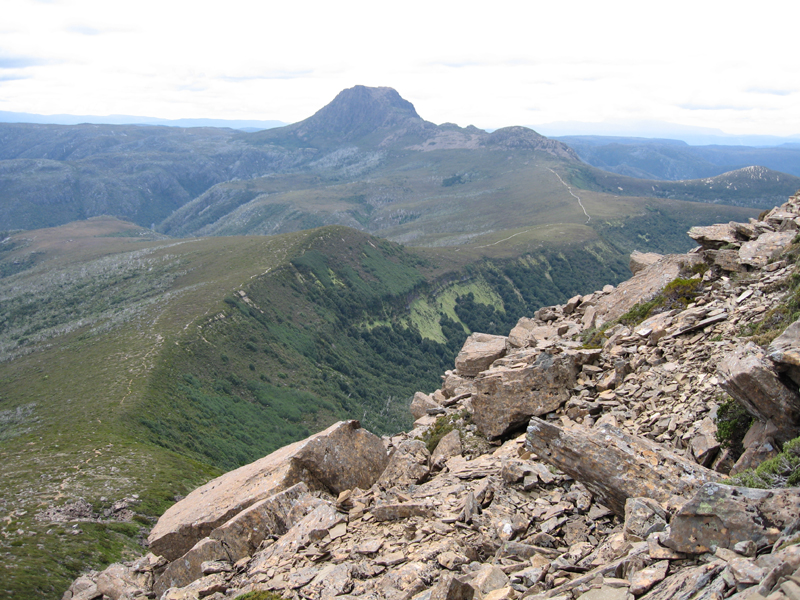
Cradle Mountain vu de Barn Bluff